# Prémio Pulitzer de Teatro
O Prémio Pulitzer de Teatro é um dos sete Prémios Pulitzer norte-americanos que são entregues nas áreas das Letras, Teatro e Música. É um dos Pulitzers originais, tendo o programa começado em 1917 com sete prémios, quatro dos quais entregues nesse ano. (Contudo, nesse ano não foi entregue o prémio de Teatro, só contando, assim, oficialmente o seu início em 1918.) Reconhece o trabalho teatral representado em palco nos Estados Unidos durante o ano precedente.
Até 2006 o Prémio de Teatro funcionou do mesmo modo que a maioria dos outros prémios Pulitzer: durante estes anos, o período de elegibilidade do prémio de teatro ia de 2 de Março a 1 de Março, para reflectir a época de Broadway em vez do calendário anual. Contudo, foi decidido que em 2007 o Prémio passaria a considerar os trabalhos representados em palco durante um período de elegibilidade de 1 de Janeiro a 31 de Dezembro de 2006 - tornando, assim, o planeamento do Prémio de Teatro alinhado com os outros prémios.
Os jurados do prémio, que consistem num académico e quatro críticos, assistem a peças de teatro em Nova Iorque e teatros regionais. Contudo, o conselho Pulitzer tem a autoridade de anular as escolhas do júri, tal como aconteceu em 1986 quando o júri escolheu the CIVIL warS: a tree is best measured when it is down para receber o prémio, mas devido à oposição do conselho, o prémio não foi entregue.
Em 1955, Joseph Pulitzer, Jr. pressionou o júri do prémio a premiar Cat on a Hot Tin Roof, que o júri tinha considerado o  mais fraco dos cinco finalistas ("construído de forma amadora... do ponto de vista estilístico irritantemente pretensioso"), em vez de The Flowering Peach de Clifford Odets (a escolha preferida do júri) ou The Bad Seed, a segunda escolha do júri.

## Prémios e nomeações
Nos seus primeiros 98 anos até 2013, o Pulitzer de Teatro foi entregue 82 vezes; nenhum foi entregue em 15 anos e nunca foi divido. Muitos dos prémios foram vencidos por múltiplas pessoas pela sua colaboração, no máximo cinco pessoas em 1976.
* Estrelas marcam os vencedores anuais do Prémio Tony de Melhor Peça ou Melhor Musical.

### 1910s
- 1917: não houve prémio[1]
- 1918: Why Marry? – Jesse Lynch Williams
- 1919: não houve prémio

### 1920s
- 1920: Beyond the Horizon  – Eugene O'Neill
- 1921: Miss Lulu Bett  – Zona Gale
- 1922: Anna Christie – Eugene O'Neill
- 1923: Icebound  – Owen Davis
- 1924: Hell-Bent Fer Heaven – Hatcher Hughes
- 1925: They Knew What They Wanted – Sidney Howard
- 1926: Craig's Wife – George Edward Kelly
- 1927: In Abraham's Bosom – Paul Green
- 1928: Strange Interlude – Eugene O'Neill
- 1929: Street Scene – Elmer Rice

### 1930s
- 1930: The Green Pastures – Marc Connelly
- 1931: Alison's House – Susan Glaspell
- 1932: Of Thee I Sing – George S. Kaufman, Morrie Ryskind, Ira Gershwin,
- 1933: Both Your Houses – Maxwell Anderson
- 1934: Men in White  – Sidney Kingsley
- 1935: The Old Maid  – Zoë Akins
- 1936: Idiot's Delight  – Robert E. Sherwood
- 1937: You Can't Take It with You  – Moss Hart, George S. Kaufman
- 1938: Our Town – Thornton Wilder
- 1939: Abe Lincoln in Illinois – Robert E. Sherwood

### 1940s
- 1940: The Time of Your Life – William Saroyan
- 1941: There Shall Be No Night – Robert E. Sherwood
- 1942: não houve prémio
- 1943: The Skin of Our Teeth – Thornton Wilder
- 1944: não houve prémio
- 1945: Harvey  – Mary Coyle Chase
- 1946: State of the Union – Russel Crouse, Howard Lindsay
- 1947: não houve prémio
- 1948: A Streetcar Named Desire – Tennessee Williams
- 1949: Death of a Salesman * – Arthur Miller

### 1950s
- 1950: South Pacific * – Richard Rodgers, Oscar Hammerstein II, Joshua Logan
- 1951: não houve prémio
- 1952: The Shrike – Joseph Kramm
- 1953: Picnic – William Inge
- 1954: The Teahouse of the August Moon * – John Patrick
- 1955: Cat on a Hot Tin Roof – Tennessee Williams
- 1956: The Diary of Anne Frank * – Albert Hackett e Frances Goodrich
- 1957: Long Day's Journey into Night * – Eugene O'Neill
- 1958: Look Homeward, Angel – Ketti Frings
- 1959: J.B. * – Archibald MacLeish

### 1960s
- 1960: Fiorello! * – Jerome Weidman, George Abbott, Jerry Bock, e Sheldon Harnick
- 1961: All the Way Home – Tad Mosel
- 1962: How to Succeed in Business Without Really Trying * – Frank Loesser e Abe Burrows
- 1963: não houve prémio[4]
- 1964: não houve prémio
- 1965: The Subject Was Roses * – Frank D. Gilroy
- 1966: não houve prémio
- 1967: A Delicate Balance  – Edward Albee
- 1968: não houve prémio
- 1969: The Great White Hope * – Howard Sackler

### 1970s
- 1970: No Place to be Somebody – Charles Gordone
- 1971: The Effect of Gamma Rays on Man-in-the-Moon Marigolds – Paul Zindel
- 1972: não houve prémio
- 1973: That Championship Season * – Jason Miller
- 1974: não houve prémio
- 1975: Seascape – Edward Albee
- 1976: A Chorus Line * – Michael Bennett, Nicholas Dante e James Kirkwood, Jr., Marvin Hamlisch e Edward Kleban
- 1977: The Shadow Box * – Michael Cristofer
- 1978: The Gin Game – Donald L. Coburn
- 1979: Buried Child – Sam Shepard

### 1980s
- 1980: Talley's Folly – Lanford Wilson
- 1981: Crimes of the Heart – Beth Henley
- 1982: A Soldier's Play – Charles Fuller
- 1983: 'night, Mother – Marsha Norman
  - True West  – Sam Shepard
- 1984: Glengarry Glen Ross – David Mamet
  - Fool for Love  – Sam Shepard
  - Painting Churches – Tina Howe
- 1985: Sunday in the Park with George – James Lapine e Stephen Sondheim
  - The Dining Room – A. R. Gurney
  - The Gospel at Colonus – Lee Breuer, Bob Telson
- 1986: não houve prémio
- 1987: Fences  * – August Wilson
  - Broadway Bound – Neil Simon
  - A Walk in the Woods – Lee Blessing
- 1988: Driving Miss Daisy – Alfred Uhry
  - Boy's Life – Howard Korder
  - Talk Radio – Eric Bogosian
- 1989: The Heidi Chronicles * – Wendy Wasserstein
  - Joe Turner's Come e Gone – August Wilson
  - M. Butterfly* – David Henry Hwang

### 1990s
- 1990: The Piano Lesson – August Wilson
  - And What of the Night? – María Irene Fornés
  - Love Letters  – A. R. Gurney
- 1991: Lost in Yonkers * – Neil Simon
  - Prelude to a Kiss  – Craig Lucas
  - Six Degrees of Separation  – John Guare
- 1992: The Kentucky Cycle – Robert Schenkkan
  - Conversations with My Father – Herb Gardner
  - Miss Evers' Boys – David Feldshuh
  - Two Trains Running – August Wilson
  - Sight Unseen  – Donald Margulies
- 1993: Angels in America: Millennium Approaches * – Tony Kushner
  - The Destiny of Me – Larry Kramer
  - Fires in the Mirror – Anna Deavere Smith
- 1994: Three Tall Women – Edward Albee
  - Keely and Du – Jane Martin
  - A Perfect Ganesh – Terrence McNally
- 1995: The Young Man From Atlanta – Horton Foote
  - The Cryptogram – David Mamet
  - Seven Guitars – August Wilson
- 1996: Rent * – Jonathan Larson
  - A Fair Country – Jon Robin Baitz
  - Old Wicked Songs – Jon Marans
- 1997: não houve prémio
  - Collected Stories  – Donald Margulies
  - The Last Night of Ballyhoo – Alfred Uhry
  - Pride's Crossing – Tina Howe
- 1998: How I Learned to Drive – Paula Vogel
  - Freedomland – Amy Freed
  - Three Days of Rain – Richard Greenberg
- 1999: Wit  – Margaret Edson
  - Running Man – Cornelius Eady e Diedre Murray
  - Side Man * – Warren Leight

### 2000s
- 2000: Dinner with Friends – Donald Margulies
  - In the Blood  – Suzan-Lori Parks
  - King Hedley II – August Wilson
- 2001: Proof  * – David Auburn
  - The Play About the Baby – Edward Albee
  - The Waverly Gallery – Kenneth Lonergan
- 2002: Topdog/Underdog – Suzan-Lori Parks
  - The Glory of Living – Rebecca Gilman
  - Yellowman  – Dael Orlandersmith
- 2003: Anna in the Tropics – Nilo Cruz
  - The Goat or Who Is Sylvia? * – Edward Albee
  - Take Me Out  * – Richard Greenberg
- 2004: I Am My Own Wife * – Doug Wright
  - Man from Nebraska – Tracy Letts
  - Omnium Gatherum – Theresa Rebeck e Alexandra Gersten-Vassilaros
- 2005 Doubt: A Parable * – John Patrick Shanley
  - The Clean House – Sarah Ruhl
  - Thom Pain (based on nothing) – Will Eno
- 2006: não houve prémio
  - Miss Witherspoon – Christopher Durang
  - The Intelligent Design of Jenny Chow – Rolin Jones
  - Red Light Winter – Adam Rapp
- 2007: Rabbit Hole – David Lindsay-Abaire
  - Bulrusher – Eisa Davis
  - Orpheus X – Rinde Eckert
  - Elliot, a Soldier's Fugue – Quiara Alegría Hudes
- 2008 August: Osage County *– Tracy Letts
  - Dying City – Christopher Shinn
  - Yellow Face  – David Henry Hwang
- 2009 Ruined  – Lynn Nottage
  - Becky Shaw – Gina Gionfriddo
  - In the Heights * – Lin-Manuel Miranda e Quiara Alegría Hudes

### 2010s
- 2010: Next to Normal – Tom Kitt  e Brian Yorkey
  - Bengal Tiger at the Baghdad Zoo – Rajiv Joseph
  - The Elaborate Entrance of Chad Deity – Kristoffer Diaz
  - In the Next Room (or The Vibrator Play) – Sarah Ruhl
- 2011: Clybourne Park * – Bruce Norris
  - Detroit  – Lisa D'Amour
  - A Free Man of Color – John Guare
- 2012: Water by the Spoonful – Quiara Alegría Hudes
  - Other Desert Cities – Jon Robin Baitz
  - Sons of the Prophet – Stephen Karam
- 2013: Disgraced – Ayad Akhtar
  - Rapture, Blister, Burn – Gina Gionfriddo
  - 4000 Miles – Amy Herzog
- 2014: The Flick – Annie Baker
  - The (Curious Case of the) Watson Intelligence – Madeleine George
  - Fun Home * – Jeanine Tesori e Lisa Kron
- 2015: Between Riverside and Crazy – Stephen Adly Guirgis
  - Marjorie Prime – Jordan Harrison
  - Father Comes Home From the Wars (Partes 1, 2, 3) – Suzan-Lori Parks
- 2016: Hamilton  * – Lin-Manuel Miranda
  - The Humans * – Stephen Karam
  - Gloria – Branden Jacobs-Jenkins

## Musicais

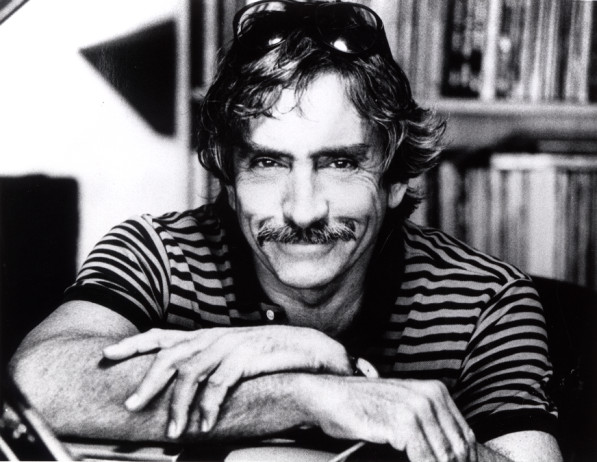
Edward Albee, one of the most heralded dramatists of the twentieth century and winner of three Pulitzer Prizes.

Oito musicais venceram o Prémio Pulitzer de Teatro, quase um por década desde os anos 1930 até aos anos 2000. São: George e Ira Gershwin's Of Thee I Sing (1932)¹, Rodgers and Hammerstein's South Pacific (1950), Bock & Harnick's Fiorello! (1960), Frank Loesser's How to Succeed in Business Without Really Trying (1962), Marvin Hamlisch, Ed Kleban, James Kirkwood, e Nicholas Dante's A Chorus Line (1976), Stephen Sondheim's e James Lapine's Sunday in the Park with George (1985), Jonathan Larson's Rent (1996), e Brian Yorkey e Tom Kitt's Next to Normal (2010).
Of Thee I Sing, Sunday in the Park with George, e Next to Normal são os únicos musicais que venceram Prémios Pulitzer e não vencerem o Prémio Tony de Melhor Musicial. Contudo, Of Thee I Sing estreou quando os Prémios Tony não existiam, e Next to Normal venceu Prémio Tony de Melhor Trilha Musical Original e Prémio Tony de Melhor Orquestração.
O prémio também é relativo à dramaturgia, apesar da produção da peça ser também tida em consideração. No caso de um musical receber o prémio, o compositor, letrista e dramaturgo são geralmente incluídos. Uma excepção a isto ocorreu no primeiro Pulitzer a ser entregue a um musical: quando Of Thee I Sing venceu em 1932, os dramaturgos George S. Kaufman e Morrie Ryskind, bem como o letrista Ira Gershwin, foram referidos como vencedores, enquanto o contributo do compositor George Gershwin foi desprezado pelo comité. A razão apresentado foi que o Prémio Pulitzer de Teatro é um prémio teatral e não musical. Contudo, em 1950 o comité Pulitzer incluiu o compositor Richard Rodgers como vencedor quando South Pacific venceu o prémio, em reconhecimento da música como parte integrante e importante da experiência teatral.
Adicionalmente, desde 1983, quando a identidade dos finalistas foi revelada pela primeira vez, três musicais foram finalistas do Prémio Pulitzer de Teatro. São: Lee Breuer e Bob Telson's The Gospel at Colonus (1985); Lin-Manuel Miranda e Quiara Alegría Hudes' In the Heights (2009); e Jeanine Tesori e Lisa Kron's Fun Home (2014). Estes últimos dois espectáculos venceram o Prémio Tony de Melhor Musical.
¹Todas as datas são anos de Prémios. Geralmente o musical estreou em Nova Iorque no ano precedente musical.

## Vencedores repetentes
Eugene O'Neill venceu o Prémio Pulitzer de Teatro quatro vezes, três vezes nos anos 1920. Várias pessoas venceram duas ou três vezes.
- Eugene O'Neill, 1920, 1922, 1928, e 1957
- George S. Kaufman, 1932 e 1937, partilhados com os colaboradores
- Robert E. Sherwood, 1936, 1939, e 1941
- Thornton Wilder, 1938 e 1943
- Tennessee Williams, 1948 e 1955
- Edward Albee, 1967, 1975 e 1994
- August Wilson, 1987 e 1990

O prémio foi partilhado por cinco pessoas em 1976 com o musical A Chorus Line.